# Morocelí
Morocelí é uma cidade hondurenha do departamento de El Paraíso.